# 2024 год в музыке

## Награды
| 66-я церемония «Грэмми» (США)     |
| --------------------------------- |
| Будет объявлено позже             |
| Billboard Music Awards 2024 (США) |
| Будет объявлено позже             |
| BRIT Awards 2024 (Великобритания) |
| Будет объявлено позже             |
| MTV Video Music Awards 2024 (США) |
| Будет объявлено позже             |
| Евровидение-2024 (Европа)         |
| Будет объявлено позже             |
| Детское Евровидение — 2024        |
| Будет объявлено позже             |
| Чартова дюжина 2024               |
| Будет объявлено позже             |

### Зал славы рок-н-ролла
Исполнители:
- Dave Matthews Band (Картер Бьюфорд[англ.], Джефф Коффин[англ.], Стефан Лессард, Лирой Мур[англ.], Дэйв Мэтьюс, Тим Рейнольдс[англ.], Рашон Росс[англ.] и Бойд Тинсли[англ.])[1]
- Foreigner (Эд Гальярди, Эл Гринвуд, Лу Грэмм, Мик Джонс, Иэн Макдональд, Рик Уиллс и Деннис Эллиотт)[2]
- Kool & the Gang (Роберт Белл, Рональд Белл, Джордж Браун, Роберт Микенс, Клайдс Смит[англ.], Джеймс Тейлор[англ.], Деннис Томас[англ.] и Рикки Уэстфилд)[3]
- A Tribe Called Quest (Phife Dawg, Q-Tip, Али Шахид Мухаммад и Джароби Уайт[англ.])[4]
- Мэри Джей Блайдж[5]
- Оззи Осборн[6]
- Питер Фрэмптон[7]
- Шер[8]

Награда за музыкальное мастерство:
- MC5 (Майкл Дэвис[англ.], Уэйн Крамер[англ.], Фред Смит, Роб Тайнер и Деннис Томпсон[англ.])[9]
- Джимми Баффетт[10]
- Норман Уитфилд[англ.][11]
- Дайон Уорвик[12]

Награда за музыкальное влияние:
- Алексис Корнер[13]
- Джон Мейолл[14]
- Биг Мама Торнтон[15]

Награда Ахмета Эртегюна:
- Сюзанн де Пасс[англ.][16]

### Зал славы авторов песен
- R.E.M.[17]
- Steely Dan[18]
- Хиллари Линдси[19]
- Дин Питчфорд[англ.][20]
- Принс[21]
- Тимбалэнд[22]
- Синди Уокер[англ.][23]

Награда Джонни Мерсера:
- Дайан Уоррен[24]

Награда Хэла Дэвида «Звёздный свет»:
- SZA[25]

### Зал славы кантри
- Джон Андерсон[англ.][26]
- Джеймс Бёртон[27]
- Тоби Кит[28]

## Появившиеся группы
- Geenius
- Number i
- TWS[англ.]
- Illit
- ALL(H)OURS
- BabyMonster
- BADVILLAIN
- Candy Shop
- DXMON
- Katseye
- Izna
- MEOVV
- Nowadays
- UNICODE
- VCHA
- UNIS
- VVUP
- Zerobaseone

## Сольные дебюты
- Хина Сугута
- Хина Татибана
- Хуэй
- Сеола

## Распавшиеся группы
- Issues[29]
- Rage Against the Machine
- REO Speedwagon[30]
- Комсомольск
- Two Steps from Hell
- Secret Service
- Blur
- Aerosmith

## Восстановившиеся группы
- Serebro
- Linkin Park

## Скончались

### Январь
- 4 января — Дэвид Соул (80) — американский и британский актёр, певец и музыкант[31]
- 6 января
  - Виктор Екимовский (76) — советский и российский композитор и музыковед[32]
  - Олег Рябоконь (84) — советский и российский кинорежиссёр, сценарист и поэт-песенник[33]
- 7 января — Джоан Акочелла (78) — американская журналистка и танцевальный критик[34]
- 8 января — Туомас Хаапанен (99) — финский скрипач и музыкальный педагог[35]
- 9 января
  - Виталий Белоножко (70) — советский и украинский эстрадный певец[36]
  - Джеймс Коттак (61) — американский рок-музыкант, барабанщик групп Scorpions и Kingdom Come[37]
- 10 января — Тамара Милашкина (89) — советская и российская оперная певица (сопрано)[38]
- 13 января
  - Ромуальд Твардовский (93) — польский композитор и музыкальный педагог[39]
  - Херберт Эрмерт (87) — немецкий дирижёр[40]
- 15 января
  - Олег Комиссаров (75) — советский и украинский хоровой дирижёр[41]
  - Николай Коршилов (79) — советский и российский артист оперетты, либреттист и режиссёр-постановщик[42]
- 19 января
  - Георгий Костов (82) — болгарский композитор, музыкальный педагог и государственный деятель[43]
  - Эва Подлещ (71) — польская оперная певица (колоратурное контральто)[44]
- 23 января
  - Таисия Мадышева (78) — советская и украинская камерная певица (лирико-колоратурное сопрано) и музыкальный педагог[45]
  - Мелани (76) — американская певица, гитаристка и автор песен[46]
  - Фрэнк Фариан (82) — немецкий музыкант, композитор и музыкальный продюсер[47]
- 24 января
  - Евгений Бикташев (84) — советский и российский музыкант, хормейстер и композитор[48]
  - Вероника Круглова (83) — советская эстрадная певица[49]
- 29 января — Юрий Ильченко (72) — советский и российский певец, музыкант и композитор, участник групп «Мифы», «Земляне» и «Машина времени»[50]
- 30 января — Чита Ривера (91) — американская актриса, певица и танцовщица[51]

### Февраль
- 1 февраля — Валерий Башенев (81) — советский и российский баянист и музыкальный педагог[52]
- 2 февраля — Вильгельминия Фернандес (75) — американская оперная певица (сопрано)[53]
- 5 февраля — Тоби Кит (62) — американский кантри-певец, музыкант и автор песен[54]
- 6 февраля
  - Рафига Ахундова (92) — советская азербайджанская артистка балета, балетмейстер и балетный педагог[55]
  - Гагик Гиносян (57) — советский и армянский хореограф[56]
  - Сэйдзи Одзава (88) — японский дирижёр[57]
- 7 февраля — Важа Азарашвили (87) — советский и грузинский композитор и музыкальный педагог[58]
- 8 февраля — Юрий Борзов (70) — советский и российский музыкант и художник, сооснователь и барабанщик группы «Машина времени»[59]
- 9 февраля — Дамо Судзуки (74) — японский и немецкий певец и музыкант, вокалист группы Can[60]
- 10 февраля — Юрий Ларин (84) — советский и российский тубист и музыкальный педагог[61]
- 11 февраля — Ладислав Бурлас (96) — чехословацкий и словацкий музыковед, композитор и музыкальный педагог[62]
- 12 февраля — Тамаш Деак (95) — венгерский композитор и дирижёр[63]
- 13 февраля — София Пропищан (73) — советская и российская скрипачка и музыкальный педагог[64]
- 14 февраля — Игорь Другов (75) — советский и российский композитор и музыкальный педагог[65]
- 18 февраля
  - Казимеж Михалик (90) — польский виолончелист и музыкальный педагог[66]
  - Давлатманд Холов (73) — советский и таджикский певец и поэт[67]
- 19 февраля
  - Адик Абдурахманов (62) — советский и российский дирижёр и флейтист[68]
  - Лейла Шарипова (94) — советская таджикская и азербайджанская певица и автор песен[69]
- 20 февраля
  - Неонила Бабий-Очеретовская (77) — советский и украинский музыковед и музыкальный педагог[70]
  - Стив Пэкстон (85) — американский танцор и хореограф[71]
- 28 февраля
  - Гаррий Абаджян (84) — советский и украинский фаготист и музыкальный педагог[72]
  - Валерий Винарский (85) — советский и украинский бард и автор песен[73]
  - Кэт Дженис (31) — американская певица[74]
  - Юджин Инджич (76) — американский пианист сербского происхождения[75]

### Март
- 1 марта — Валерий Кирилов (61) — советский и российский барабанщик[76]
- 3 марта
  - Оскар Гилья (85) — итальянский гитарист и музыкальный педагог[77]
  - Гюнтер Ляйб (96) — немецкий оперный певец (бас-баритон)[78]
- 4 марта
  - Амнон Вайнштейн (84) — израильский скрипичный мастер[79]
  - Тарако (63) — японская актриса, сэйю и певица[80]
- 6 марта — Александр Сибирцев (88) — советский и российский оперный певец (баритон, драматический тенор) и музыкальный педагог[81]
- 7 марта — Стив Лоуренс (88) — американский певец и актёр[82]
- 9 марта
  - Ги Туврон (74) — французский трубач[83]
  - Малкольм Холкомб (68) — американский автор-исполнитель[84]
- 10 марта — Эрик Кармен (74) — американский певец, музыкант и автор песен[85]
- 11 марта — Boss (54) — американская рэп-исполнительница[86]
- 13 марта
  - Наталия Касаткина (89) — советская и российская артистка балета и балетмейстер[87]
  - Ариберт Райман (88) — немецкий композитор и пианист[88]
- 14 марта
  - Байрон Дженис (95) ― американский пианист[89]
  - Софья Тимофеева (79) — советская и российская певица, актриса и танцовщица[90]
  - Ламара Чкония (93) — советская и грузинская камерная и оперная певица (лирико-колоратурное сопрано) и музыкальный педагог[91]
- 15 марта — Нина Давыденко (90) — советская и белорусская артистка балета и балетный педагог[92]
- 16 марта
  - Галина Гонтаренко (77) — советский и российский композитор и музыкальный педагог[93]
  - Владимир Красноскулов (80) — советский и российский композитор и музыкальный педагог[94]
- 17 марта — Стив Харли (73) — британский рок-музыкант и автор песен, фронтмен группы Cockney Rebel[95]
- 18 марта — Джимми Хастингс (85) — британский саксофонист и кларнетист[96]
- 20 марта — Фарамарз Аслани (78) — иранский певец, гитарист, автор песен и музыкальный продюсер[97]
- 23 марта
  - Игор Озим (92) — югославский и словенский скрипач и музыкальный педагог[98]
  - Маурицио Поллини (82) — итальянский пианист[99]
- 24 марта
  - Жанна Дозорцева (88) — советский и российский музыковед и педагог[100]
  - Николай Орса (57) — российский звукорежиссёр, саунд-дизайнер и композитор[101]
  - Петер Этвёш (80) — венгерский композитор, дирижёр и музыкальный педагог[102]
- 25 марта
  - Усио Амагацу (74) — японский хореограф[103]
  - Крис Кросс (71) — британский музыкант, бас-гитарист группы Ultravox[104]
- 28 марта — Владимир Фейертаг (92) — советский и российский музыковед[105]

### Апрель
- 3 апреля — Калеви Кивиниеми (65) — финский органист и композитор[106]
- 7 апреля — Джордж Шаппелл (62) — американский кантри-певец[107]
- 8 апреля — Евгений Кунгуров (40) — российский оперный и эстрадный певец (баритон)[108]
- 10 апреля — Mister Cee (57) — американский диджей, музыкальный продюсер и радиоведущий[109]
- 12 апреля
  - Владимир Бычков (96) — советский и российский танцовщик и балетмейстер[110]
  - Абдимомын Желдибаев (89) — советский и казахский композитор, кюйши и домбрист[111]
- 13 апреля — Ричард Горовиц (75) — американский композитор[112]
- 18 апреля — Дики Беттс (80) — американский певец, музыкант и автор песен, один из основателей и гитарист группы The Allman Brothers Band[113]
- 20 апреля
  - Нина Бызина (93) — советская и российская оперная певица (сопрано)[114]
  - Эндрю Дэвис (80) — британский дирижёр, клавесинист и органист[115]
  - Майкл Кускуна (75) — американский музыкальный продюсер[116]
- 21 апреля — Ингрид Фудзико Хемминг (91) — японская пианистка[117]
- 24 апреля — Майк Пиндер (82) — британский музыкант и автор песен, один из основателей и клавишник группы The Moody Blues[118]
- 27 апреля — Георгий Игнатченко (76) — советский и украинский музыковед и педагог[119]
- 28 апреля — Андрей Тропилло (73) — советский и российский звукорежиссёр и музыкальный продюсер, основатель лейбла «АнТроп»[120]
- 29 апреля — Мери Хашба (87) — советский и абхазский этномузыковед и педагог[121]
- 30 апреля — Дуэйн Эдди (86) — американский гитарист[122]
- без точной даты — Владимир Рубашевский (93) — советский, российский и израильский композитор, пианист и дирижёр[123]

### Май
- 1 мая — Ричард Тэнди (76) — британский музыкант, клавишник и басист групп The Move и Electric Light Orchestra[124]
- 5 мая
  - Этелька Кенез Хека (87) — венгерская певица, поэтесса и писательница[125]
  - Зинаида Кириллова (93) — советская и российская певица[126]
- 6 мая — Кристиана Стефански (74) — бельгийская певица[127]
- 7 мая — Стив Альбини (61) — американский музыкант, музыкальный продюсер и звукоинженер[128]
- 10 мая — Аиза Решетникова (79) — советская и российская пианистка, педагог, музыковед и концертмейстер[129]
- 12 мая — Дэвид Сэнборн (78) — американский альт-саксофонист и композитор[130]
- 17 мая — Жан-Филипп Аллар (67) — французский музыкальный продюсер[131]
- 19 мая — Галия Султанова (87) — советская и российская певица и вокальный педагог[132]
- 21 мая — Ян Качмарек (71) — польский композитор[133]
- 22 мая — Тони Монтано (61/62) — сербский рок-певец и музыкант[134]
- 24 мая — Дуг Ингл (78) — американский рок-музыкант и автор песен, один из основателей и клавишник группы Iron Butterfly[135]
- 25 мая — Ричард Шерман (95) — американский композитор и автор песен[136]
- 27 мая
  - Александр Самсонов (89) — советский и российский оперный певец[137]
  - Виктор Скворцов (72) — советский и российский баянист и музыкальный педагог[138]
- 29 мая — Марина Алексеева (92) — советская и российская камерная певица (колоратурное сопрано) и вокальный педагог[139]

### Июнь
- 2 июня — Дженис Пейдж (101) — американская актриса и певица[140]
- 8 июня
  - Эрик Вю-Ан (60) — французский артист балета и балетмейстер[141]
  - Марк Джеймс (83) ― американский автор песен[142]
- 11 июня — Франсуаза Арди (80) — французская певица и актриса[143]
- 15 июня — Надежда Красная (77) — советская и российская оперная и камерная певица (сопрано)[144]
- 16 июня — Светлана Хумарьян (87) ― советский и российский театровед и музыковед[145]
- 18 июня — Джеймс Ченс (71) — американский саксофонист, певец и автор песен[146]
- 19 июня — Джеймс Лакран (92) — шотландский дирижёр[147]
- 20 июня
  - Маргарита Войтес (87) — советская и эстонская оперная и камерная певица (сопрано) и актриса[148]
  - Николай Сацура (72) — советский и белорусский музыкант, композитор и аранжировщик, музыкальный руководитель ансамбля «Сябры»[149]
- 21 июня — Парда Косим (76) — советский и таджикский певец[150]
- 22 июня — Дмитрий Кижаев (78) — советский и российский гитарист и композитор[151]
- 24 июня — Сет Бинзер (49) — американский певец и музыкант, фронтмен группы Crazy Town[152]
- 27 июня
  - Александр Кнайфель (80) — советский и российский композитор[153]
  - Мартин Малл (80) — американский актёр, комик, певец и автор песен[154]
- 28 июня — Марина Черкашина-Губаренко (86) — советский и украинский музыковед, музыкальный критик, педагог и либреттист[155]
- 29 июня
  - Сергей Дюжиков (75) — советский и американский гитарист, участник групп «Голубые гитары» и «Цветы»[156]
  - Сабольч Эстеньи (84) — польский пианист, композитор и музыкальный педагог венгерского происхождения[157]

### Июль
- 2 июля — Борис Напреев (86) — советский и российский композитор и музыковед[158]
- 5 июля — Лиана Исакадзе (77) — советская и грузинская скрипачка, дирижёр и музыкальный педагог[159]
- 6 июля — Пино Д’Анджо (71) — итальянский певец и композитор[160]
- 8 июля
  - Павол Зеленай (96) — словацкий композитор, продюсер, музыкант и музыкальный критик[161]
  - Марина Кондратьева (90) — советская и российская балерина и балетный педагог[162]
- 10 июля — Маргарита Шапошникова (84) ― советская и российская кларнетистка, саксофонистка и музыкальный педагог[163]
- 11 июля — Томми Дреннан (82/83) — ирландский певец[164]
- 15 июля
  - Рубина Калантарян (99) ― советская и российская певица[165]
  - Сергей Рудницкий (69) — советский и российский композитор и аранжировщик[166]
  - Tomcraft (49) — немецкий диджей и музыкальный продюсер[167]
- 18 июля
  - Евгений Банников (58) — советский и российский бард и альпинист[168]
  - Мария Жозефина Миньоне (101) — бразильская пианистка[169]
- 19 июля — Тумани Дьябате (58) — малийский музыкант и композитор, исполнитель на коре[170]
- 21 июля
  - Эуджен Сырбу (73) — румынский скрипач[171]
  - Дзёдзи Юаса (94) — японский композитор[172]
- 22 июля
  - Джон Мейолл (90) — британский музыкант, автор песен и музыкальный продюсер[173]
  - Абдул Факир (88) — американский певец, вокалист группы The Four Tops[174]
- 26 июля — Фирудин Сафаров (90) — советский, азербайджанский и узбекский оперный режиссёр и музыкальный педагог[175]
- 27 июля
  - Павел Кушнир (39) — российский пианист, писатель и политический активист[176]
  - Мизия (69) — португальская певица[177]
  - Вольфганг Рим (72) — немецкий композитор и музыкальный педагог[178]
- 29 июля — Булат Газданов (88) — советский и российский осетинский дирижёр, композитор и гармонист[179]

### Август
- 3 августа — Антониу Менезис (66) — бразильский виолончелист и музыкальный педагог[180]
- 4 августа — Мигель Анхель Гомес Мартинес (74) — испанский дирижёр, пианист и скрипач[181]
- 8 августа — Макар Алпатов (83) — советский и российский певец, режиссёр и сценарист[182]
- 9 августа
  - Чарльз Кросс (67) — американский музыкальный критик и писатель[183]
  - Маривонн Ле Дизес (84) — французская скрипачка[184]
- 13 августа (тело обнаружено в этот день) — Владимир Бычков (75) — советский и российский музыковед, баянист, дирижёр и музыкальный педагог[185]
- 15 августа — Питер Маршалл (98) — американский теле- и радиоведущий, певец и актёр[186]
- 17 августа — Михаил Мунтян (88) — советский и российский пианист и клавесинист[187]
- 21 августа — Игорь Ступников (91) — советский и российский литературовед, театровед и балетовед[188]
- 25 августа
  - Александр Гёр (92) — британский композитор и музыкальный педагог[189]
  - Юрий Зильберман (78) — советский и украинский музыковед и педагог[190]
- 26 августа — Леонид Гаккель (88) — советский и российский пианист, музыковед и музыкальный критик[191]

### Сентябрь
- 2 сентября
  - Юрий Бацазов (83) — советский и российский оперный певец (баритон)[192]
  - Владимир Туриянский (89) — советский и российский поэт, композитор и бард[193]
  - Бобомурод Хамдамов (84) — советский, узбекский и туркменский певец[194]
- 4 сентября — Борисав Джорджевич (71) — югославский и сербский рок-музыкант, основатель и лидер группы Riblja čorba[195]
- 5 сентября
  - Сержиу Мендес (83) — бразильский пианист, композитор и аранжировщик[196]
  - Владислав Словиньский (83) — польский композитор и дирижёр[197]
  - Херби Флауэрс (86) — британский бас-гитарист, контрабасист и тубист[198]
  - Rich Homie Quan (34) — американский рэпер и певец[199]
- 6 сентября
  - Лусине Амара (99) — американская оперная певица (сопрано)[200]
  - Уилл Дженнингс (80) — американский поэт-песенник[201]
- 8 сентября
  - Виктор Лядов (58) ― советский и российский пианист и музыкальный педагог[202]
  - Зут Мани (82) ― британский клавишник, автор песен и актёр[203]
- 9 сентября — Катерина Валенте (93) — итальянская певица[204]
- 13 сентября — Сергей Белоглазов (77) — советский и российский пианист и музыкальный педагог[205]
- 15 сентября — Тито Джексон (70) — американский певец и музыкант, вокалист и гитарист группы The Jackson 5[206]
- 18 сентября
  - Ник Гравенитес (85) — американский певец, музыкант и автор песен[207]
  - Зуля Камалова (55) — австралийская певица татарского происхождения[208]
- 20 сентября — Саюри (28) — японская певица, музыкант и автор песен[209]
- 21 сентября
  - Владислав Верестников (77) — советский и российский оперный певец (баритон) и музыкальный педагог[210]
  - Бенни Голсон (95) — американский джазовый саксофонист, композитор и аранжировщик[211]
- 27 сентября — Элеонора Климчук (86) — советская и украинская актриса и певица (лирическое сопрано)[212]
- 28 сентября — Крис Кристофферсон (88) — американский кантри-певец, музыкант, автор песен и актёр[213]
- 29 сентября
  - Леокадия Ашкеловичюте (85) — советская и литовская балерина и балетный педагог[214]
  - Адиль Бестыбаев (65) — советский и казахстанский композитор[215]
  - Стойка Миланова (79) — болгарская скрипачка[216]
- 30 сентября — Гэвин Крил (48) — американский актёр и певец[217]

### Октябрь
- 1 октября — Вячеслав Добрынин (78) — советский и российский композитор и эстрадный певец[218]
- 3 октября
  - Зигфрид (51) — французский кинорежиссёр, композитор и музыкант-импровизатор[219]
  - Джек Колвелл (34) — австралийский певец и автор песен[220]
- 5 октября — Мимис Плессас (99) — греческий композитор и дирижёр[221]
- 7 октября — Сисси Хьюстон (91) — американская поп-певица[222]
- 9 октября
  - Лейф Сегерстам (80) — финский дирижёр и композитор[223]
  - Василий Соловьёв-Спасский (57) — российский музыкальный журналист и писатель[224]
- 11 октября — Рамазан Елибаев (77) — советский и казахстанский певец и композитор[225]
- 12 октября — Фан Валиахметов (73) — советский и российский певец и музыкант[226]
- 16 октября — Лиам Пейн (31) — британский певец и автор песен, участник группы One Direction[227]
- 17 октября — Митци Гейнор (93) — американская актриса, певица и танцовщица[228]
- 18 октября
  - Анатолий Гридин (94) — советский и российский артист балета и балетный педагог[229]
  - Стелиос Писсис (48) — киприотский певец и композитор[230]
- 21 октября
  - Пол Ди’Анно (66) — британский певец и автор песен, вокалист группы Iron Maiden[231]
  - Вадим Ильин (82) — советский, украинский, израильский и российский композитор[232]
- 25 октября — Элина Абакарова (58) — советская и украинская художница и танцовщица[233]
- 26 октября
  - Шахлар Гулиев (78) — советский и азербайджанский оперный певец[234]
  - Олег Елисеенков (66) — советский и белорусский композитор[235]
- 30 октября — Артур Морейра-Лима (84) — бразильский пианист[236]
- 31 октября — Олег Жуков (87) — советский и белорусский поэт-песенник[237]

### Ноябрь
- 3 ноября — Куинси Джонс (91) — американский композитор, аранжировщик, музыкальный продюсер и трубач[238]
- 9 ноября
  - Лу Дональдсон (98) — американский джазовый альт-саксофонист[239]
  - Рам Нараян (96) — индийский сарангист[240]
- 10 ноября — Игорь Попков (88) — советский и российский скрипач, основатель и руководитель ансамбля «Барокко»[241]
- 11 ноября — Дмитрий Сахаров (94) — советский и российский нейробиолог и поэт-песенник[242]
- 12 ноября
  - Гафиз Есимов (77) — советский и казахстанский оперный певец (баритон) и музыкальный педагог[243]
  - Рой Хейнс (99) — американский джазовый барабанщик[244]
- 14 ноября — Питер Синфилд (80) — британский музыкальный продюсер, автор песен и музыкант[245]
- 15 ноября — Ромуалдс Калсонс (88) — советский и латвийский композитор и дирижёр[246]
- 16 ноября — Владимир Шкляров (39) — российский артист балета[247]
- 17 ноября
  - Николай Глазков (75) — советский и российский оперный певец (тенор) и музыкальный педагог[248]
  - Владимир Лёвкин (57) — советский и российский певец, участник группы «На-На»[249]
- 18 ноября
  - Дьёрдь Паук (88) — венгерский скрипач и музыкальный педагог[250]
  - Колин Питерсен (78) — австралийский барабанщик и музыкальный продюсер[251]
- 19 ноября
  - Чезаре Боницци (78) — итальянский монах и хэви-метал-певец[252]
  - Элита Соколовская (94) — советский и российский хоровой дирижёр, хормейстер и музыкальный педагог[253]
- 20 ноября — Майк Пинера (76) — американский гитарист[254]
- 22 ноября — Меруерт Каленбаева (85) — советская и казахстанская кобызистка и музыкальный педагог[255]
- 23 ноября — Павел Карманов (54) — российский композитор[256]
- 24 ноября
  - Боб Брайар (44) — американский рок-музыкант, барабанщик группы My Chemical Romance[257]
  - Хелен Галлахер (98) — американская актриса, танцовщица и певица[258]
- 26 ноября
  - Раси Абдуллаев (80) — советский и азербайджанский виолончелист[259]
  - Галина Борейко (85) — советская и российская балерина и балетный педагог[260]

### Декабрь
- 6 декабря — Михо Накаяма (54) — японская певица и актриса[261]
- 8 декабря — Георгий Капитонов (78) — советский и российский альтист[262]
- 11 декабря — Корин Алаль (69) — израильская певица, музыкант и автор песен[263]
- 15 декабря — Закир Хусейн (73) — индийский музыкант и музыкальный продюсер[264]
- 17 декабря
  - Зигрид Кель (92) — немецкая оперная певица (меццо-сопрано)[265]
  - Марсель Марна (91) — французский музыковед и музыкальный журналист[266]
- 18 декабря — Владимир Марочкин (64) — советский и российский журналист, редактор и музыкальный критик[267]
- 19 декабря — Габоро (23) — шведский рэпер и автор песен[268]
- 24 декабря — Ричард Перри (82) — американский музыкальный продюсер[269]
- 25 декабря — Дульсе (69) — мексиканская певица[270]
- 28 декабря — Михаил Чекалин (65) — советский и российский композитор и музыкант[271]
- 29 декабря — Линда Лавин (87) — американская актриса и певица[272]
- 31 декабря — Том Джонсон (85) — американский и французский композитор, музыкальный теоретик и музыкальный критик[273]